# Conure tête-de-feu
Pyrrhura rhodocephala
Espèce
Statut de conservation UICN

 LC  : Préoccupation mineure
Statut CITES
La Conure tête-de-feu (Pyrrhura rhodocephala) est une espèce d'oiseau appartenant à la famille des Psittacidae.

## Description
Cet oiseau mesure environ 24 cm. Il est proche de la Conure de Souancé mais s'en distingue par le front et la calotte rouges, l'absence d'écailles, les bordures alaires blanches et les rémiges bleues.

## Habitat
Cette espèce vit entre 1 500 et 2 000 m d'altitude.

## Répartition
Cette conure peuple le nord-ouest du Venezuela.